# Рікардія долонеподібна
Рікардія долонеподібна (Riccardia palmata) — вид печіночників родини безжилкових (Aneuraceae).

## Характеристики

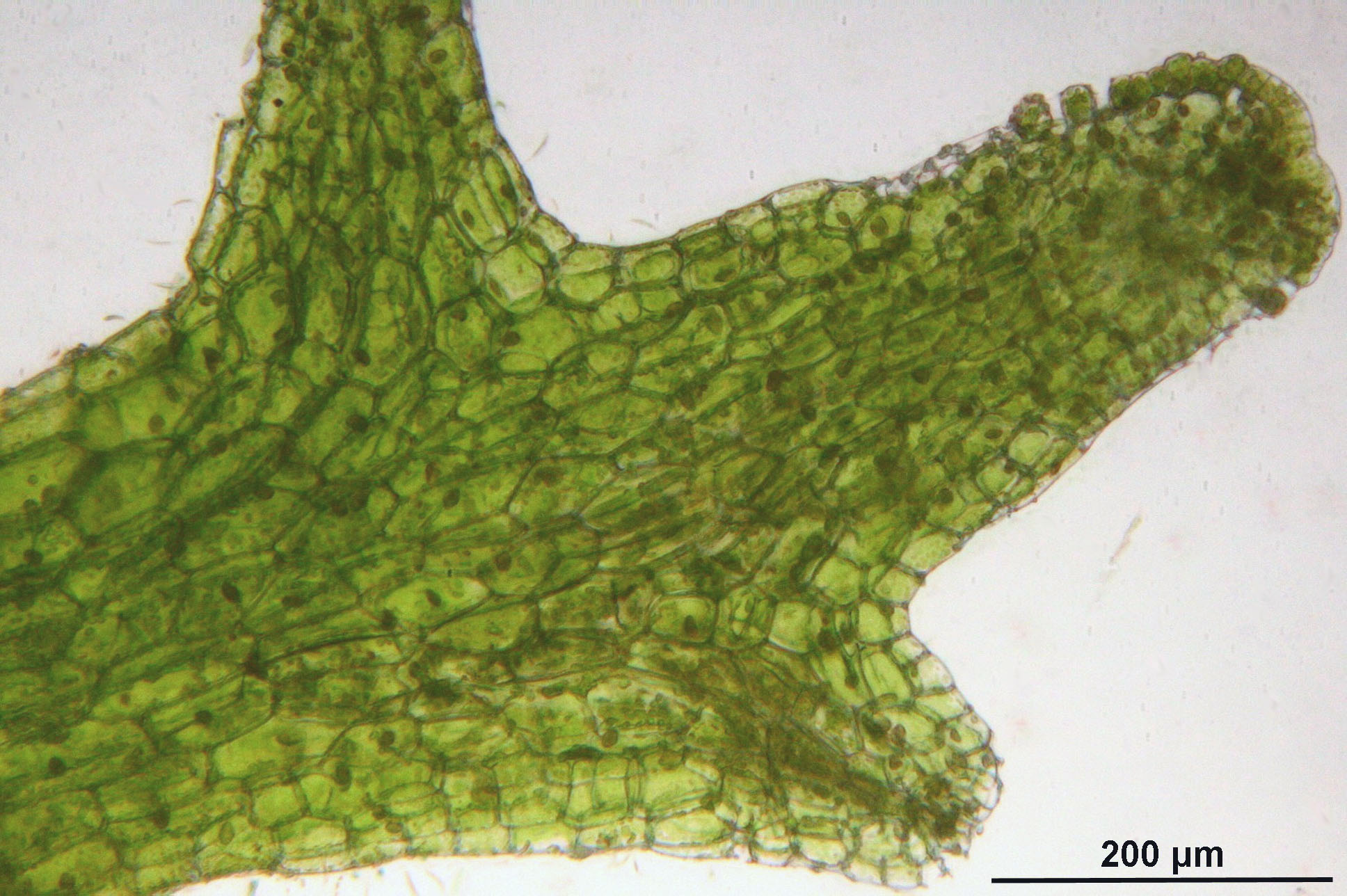

Таломи темно-зелені, мають довжину близько 5 міліметрів і розділені пальчасто. Частки від висхідних до прямовисних, досить щільно упаковані, лінійні, приблизно 0,3 міліметра завширшки та закруглені або злегка закруглені на кінчику. Вони багатошарові до країв і товщиною в середині від 4 до 9 клітинних шарів. Масляні тільця присутні в субепідермальних клітинах, від 1 до 3 на клітину, вони мають яйцювату або сферичну форму і мають довжину від 9 до 15 мкм. Зазвичай вони відсутні в клітинах епідермісу. Рослини дводомні. Спори коричневі, майже гладкі, розміром від 12 до 15 мкм. На кінцях талому часто утворюються виводкові тіла від кулястої до яйцеподібної форми.

## Поширення
Зареєстрований у Європі, Азії, Північної Америки.
Вид, що уникає вапна, росте у вологих, тінистих місцях у лісах, як правило, на гнилій деревині, переважно хвойній деревині. Як піонерний вид з невеликою конкуренцією, він легко заростає більшими мохами.